# Stefan Raab
Stefan Raab, de son vrai nom Stefan Konrad Raab, né le 20 octobre 1966 à Cologne en Allemagne, est un animateur télévision et musicien allemand. 

## Biographie
Stefan Raab est fils de boucher. Après des études de droit à Cologne, il a commencé comme animateur dans les années 1990 sur la chaîne musicale VIVA. Il a également représenté l'Allemagne au Concours Eurovision de la chanson 2000 avec sa chanson "Wadde hadde dudde da?", (C'est quoi ça que tu as là ?) où il est arrivé 5e. Deux ans avant, il a écrit la chanson de Guildo Horn au Concours Eurovision de la chanson 1998 qui a réussi la 7e place. En 2004, il a cherché le représentant allemand pour le Concours Eurovision de la chanson 2004 dans une émission et a écrit la chanson pour le vainqueur Max Mutzke. La chanson a atteint la 8e place au Concours Eurovision.
Comme mentor de Lena Meyer-Landrut il a gagné le Concours Eurovision de la chanson 2010. Il a présenté le Concours Eurovision de la chanson 2011 en compagnie de Anke Engelke et de Judith Rakers.
Stefan Raab est le père de 2 filles. 

## Télévision
Depuis mars 1999, Raab présente 4 fois par semaine l'émission TV Total sur la chaîne allemande ProSieben. Depuis septembre 2006, il est en outre animateur de l’émission «Schlag den Raab». Dans ce show, les candidats ont la possibilité de lutter contre Stefan Raab dans 15 disciplines ou jeux différents et de gagner au moins 500 000 €.
Le 17 juin 2015 Stefan Raab a officiellement annoncé la fin de sa carrière et donc de TV Total et de Schlag den Raab pour fin 2015.

## Polémiques
Raab est au centre des poursuites judiciaires, qui ont attiré l'attention du public. Les deux affaires les plus suivies sont : 
- Lisa Loch, un mannequin âgée de 15 ans à l'époque, a été la cible des moqueries, dû à l'assertion de Raab dans laquelle il dit que le nom de la jeune mannequin (« Loch » signifie « trou » en allemand) donne plus de possibilités pour être une actrice pornographique. Loch a dit qu'elle a reçu des appels anonymes obscènes, que ses camarades de classe et les personnes se moquaient d'elle, ce qui donne comme résultat, des difficultés de dormir et une énorme phobie de sortir de chez elle. La cour de Hamm a donc condamné Stefan Raab à payer 70 000 € d'indemnisations pour atteinte à la vie privée de la plaignante.
- Dans un épisode diffusé le 6 septembre 2004, Raab a montré un clip, originellement destiné pour une diffusion du téléjournal, de Nil S., une mère de famille turque âgée de 28 ans, portant ce jour-là une Schultüte (pochette surprise en forme de cône, donnée par les parents aux enfants le 1er jour d'école en Allemagne ). Le commentaire de Stefan Raab, « Incroyable, n'est-ce pas? Les narcotrafiquants se déguisent encore mieux ! » a entrainé de nombreuses poursuites devant la justice allemande, et après la cour de Munich dans l'affaire Raab, il est condamné à payer 20 000 € d'indemnisations pour Nil S. accompagné d'une excuse par écrit.